# Сергеєв Олег Сергійович
Олег Сергійович Сергеєв (рос. Олег Сергеевич Сергеев; нар. 30 січня 1940, Москва, СРСР — пом. 21 квітня 1999, Москва, Росія) — радянський футболіст, майстер спорту (з 1960 року). Грав на позиції лівого нападника, найбільш відомий виступами за московське «Торпедо».

## Кар'єра гравця
Вихованець ФШМ «Торпедо», перший тренер — К.І. Бесков. У 1957 році Сергєєва перевели в основну команду. 5 серпня 1958 року дебютував у матчі проти ленінградського «Зеніту» (1:1); 27 листопада 1959 року в матчі проти того ж суперника Сергєєв забив свій перший м'яч за клуб (2:0). За час виступу за автозаводців Сергєєв забив 42 м'ячі в чемпіонатах СРСР (найбільше в 1964 році — 10); двічі вигравав з клубом чемпіонат (1960 і 1965) й один раз Кубок СРСР (1959-1960). Влітку 1964 року Сергєєв зіграв свій єдиний матч за олімпійську збірну СРСР (1:4 у вирішальному матчі проти збірної НДР). У 1967 році Сергєєв перейшов у луганську «Зорю», де відіграв півтора сезони; потім виступав за клуби групи «Б», допоки в 1970 році не закінчив кар'єру.

## Стиль гри
|  | До Луганська приїхав справжньою «зіркою» в розпал дебютного сезону луганської «Зорі» в класі найсильніших. «Зіркою» відчував себе і на полі, і поза ним з витікаючими звідси наслідками. Олег Сергєєв відрізнявся непоганою технікою, в його діях виділяли дане понад гольове чуття - для форварда це запорука успіху. При невеликому зростанні виділявся швидкістю, умінням знайти необхідну позицію в штрафному, найбільш підходящий момент для удару. |

## Досягнення
- Вища ліга чемпіонату СРСР
  -  Чемпіон (2): 1960, 1965

- Кубок СРСР
  -  Володар (1): 1960